# Associação Desportiva de Poiares
A Associação Desportiva de Poiares é um clube desportivo português, localizado em Vila Nova de Poiares, distrito de Coimbra. O clube foi fundado a 2 de Março de 1940 e o seu presidente atual é Bruno Silva.
Na temporada de 2024/25 participa na Divisão de Honra da AF Coimbra.

## Palmarés
- Divisão de Honra da AF Coimbra: 1 (1981/82)[4]
- AF Coimbra 1ª Divisão: 2 (2017/18, 2022/23)
- AF Coimbra Taça: 1 (2003/04)